# Institut für Atomenergie Obninsk

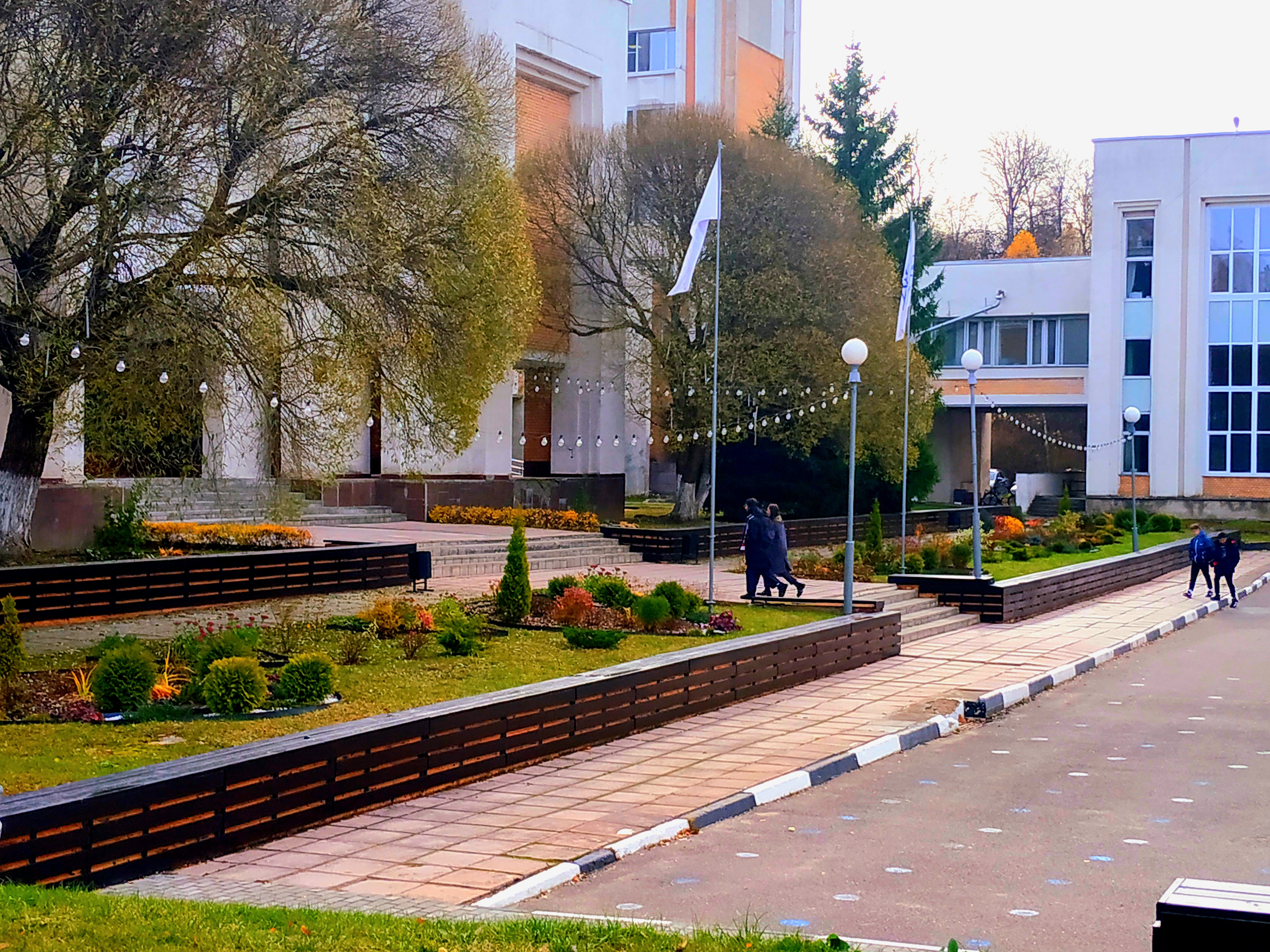
IATE

Das Institut für Atomenergie Obninsk — Zweigstelle der der Föderalen staatlichen autonomen Bildungseinrichtung für Hochschulen „Nationale Nuklearforschungsuniversität“ (russisch Обнинский институт атомной энергетики — филиал федерального государственного автономного образовательного учреждения высшего образования «Национальный исследовательский ядерный университет «МИФИ» Obninskij institut atomnoi energetiki — filial federalnogo gossudarstwennogo awtonomnogo obrasowatelnogo utschreschdenija wysschego obrasowanija «Nazionalnyj issledowatelskij jadernyj uniwersitet MIFI», englisch Obninsk Institute for Nuclear Power Engineering;  ИАТЭ, IATE) ist eine Universität in Obninsk, Russland.
Die Gründung erfolgte 1953, ab 2002 war es eine technische Universität. 2009 wurde diese in die Nationale Forschungsuniversität für Kerntechnik „MIFI“ integriert.

## Struktur
Seit 2017 erfolgt die Rekrutierung für die wichtigsten Bildungsgänge der Hochschulbildung an der IATE NNFU MEPhI in neuen Strukturabteilungen.
- Abteilung des Instituts für Kernphysik und Technologie (ОЯФиТ)
- Abteilung des Instituts für Intelligente Kybernetische Systeme (ОИКС)
- Abteilung Technische Physik Institut für Biomedizin (ИФИБ)
- Abteilung des Instituts für Laser- und Plasmatechnologien (ЛаПлаз)
- Institut für Sozial- und Wirtschaftswissenschaften (ОСЭН)
- Institut für Allgemeine Berufsbildung
- Studienkolleg
- Technische Universität

Sonstiges:
- Zentrum für berufliche Weiterbildung